# 加菲爾德鎮區 (愛荷華州科蘇特縣)
加菲爾德鎮區（英語：Garfield Township）是位於美國愛荷華州科蘇特縣的一個行政鎮區。

## 地方資料
根據2010年美國人口普查的數據，加菲爾德鎮區的面積為93.30平方千米，當中陸地面積為93.30平方千米，而水域面積為0.00平方千米。當地共有人口230人，而人口密度為每平方千米2.47人。